# Mika Myllylä
Mika Myllylä (12. september 1969 i Haapajärvi, Finland – 5. juli 2011 i Karleby) var en finsk langrendsløber, der gennem sin karriere vandt seks OL og ni VM-medaljer. I forbindelse med VM i 2001 på hjemmebane i Lahti blev Myllylä og en række andre finske stjerner taget for doping, diskvalificeret, og idømt en årelang karantæne. Det lykkedes aldrig Myllylä at komme tilbage efterfølgende. I 2005 lagde Myllylä skiene på hylden, og herefter startede en tragisk kamp med alkohol der bl.a. resulterede i domme for spritkørsel og overfald, den tidligere finske nationalhelt døde i sit hjem i 2011, kun 41 år gammel.

## Resultater
Myllyläs største triumf kom ved OL i Nagano 1998, hvor han vandt guld på mændenes 30 km langrend. Derudover vandt han fire VM-guldmedaljer, heraf de tre ved VM i 1999.